# 日本ルーテル・アワー
日本ルーテル・アワー（にほんルーテル・アワー）は、かつて存在した日本におけるルター派である日本福音ルーテル教会の放送伝道部門である。

## 概要
現在は「ルーテルアワー・心に光を」（1968年4月-、日本ルーテルアワー→西日本福音ルーテル教会制作）を放送中。また、日本福音ルーテル教会東教区では『ルーテルアワー聖書通信講座』と銘打ってインターネットによる聖書通信講座を行なっている。

### 沿革
1950年、アメリカ・ミズリー・シノッド・ルーテル教会が国際ルーテル信徒連盟（本部･米国セントルイス市）の日本支部として、日本福音ルーテル教会を含む全日本ルーテル教会連合と共同で「日本ルーテルアワー」を設立。翌年10月、日本初のキリスト教伝道番組としてラジオ番組『ルーテル・アワー』が中部日本放送より放送開始。次第にネット局も増えていった。11月からは『聖書通信講座』がスタート。また、1957年12月24日にルーテルアワー企画のクリスマスイブ礼拝の生中継を日本テレビで放送したのを皮切りに、1965年にはルーテル・テレビ委員会を立ち上げ、本格的にテレビ用伝道番組の製作・放映を開始した。
しかし、1980年代に放送を打ち切る放送局が急増し始め、同時に「ルーテルアワー」の製作は、現在も放送中の『ルーテルアワー・心に光を』を含め、各ルーテル教会の自主制作に切り替わり、1989年12月を以て放送による伝道から撤退。その後、インターネットでの宣教活動や讃美歌などの教会音楽のCDを製造販売するなど活動自体が縮小し、2003年5月31日を以って解散した。

## 製作番組

### ラジオ番組

#### 放送継続中
- ルーテルアワー・心に光を（1968年-放送中）

放送開始から放送伝道の撤退まで製作を担当していたが、1990年より西日本福音ルーテル教会内に開設された「心に光をメディアセンター」での製作に切り替わり、2025年4月現在もラジオ関西(月曜～金曜 6:00 - 6:10)、山陰放送（土曜 5:00 -5:10）にて放送中。過去には山陽放送でも放送されたことがある。また、同番組の北海道版が1960年代から70年代にかけて北海道放送で放送されたことがある。

#### 放送終了
- ルーテル・アワー→ルーテルアワー・この人を見よ（30分番組）

1951年10月28日、中部日本放送にて放送開始。放送開始当初はNHKラジオの英語会話講座の講師で知られた平川唯一や映画俳優だった石黒達也、そして小島正雄、大平透らがパーソナリティーを務めていた。次第に全国ネット化され、関東ではラジオ東京→TBSラジオ、エフエム東京にて放送されていた。また、沖縄では米国施政下時代から琉球放送と当時宗教放送局だったFEBC沖縄・KSDX日本語放送局（和名・極東放送、現・エフエム沖縄）で並行放送されていた。同一地域で複数局が並行放送されたのは沖縄だけで全国でも稀である。1956年7月放送分から、劇作家・放送作家である関屋五十二もスタッフとして参加、自身が脚本・演出を担当したラジオドラマが好評となったため、途中で『ルーテルアワー・この人を見よ』と改題し、ラジオドラマ番組に転向した。宗教番組と言うこともあり、登場人物がキリストを救い主として受け入れ、更生していく様を描いた作品も少なくない。またキャストとして高城淳一、風祭修一、武藤礼子らが起用され、テレビドラマ化された作品もある（後述）。なお、オープニング音楽はルーテルアワー合唱団が歌うマルティン・ルター作曲の賛美歌「神はわがやぐら」であった。
1978年、ルーテルの出版社である東京聖文舎から「ルーテル・アワー『思い出のカセット文庫＜この人を見よ＞ドラマシリーズ』」（全3巻）がリリースされた。
- ルーテルアワー・夜の名曲(1965年-1982年5月30日[8]、30分番組、文化放送→エフエム東京[注釈 8]、静岡放送、南海放送、熊本放送ほか）

クラシック音楽が中心の音楽番組で関屋五十二や上原宏一郎がパーソナリティを務めた。時期によってクラシック音楽のレコードのプレゼント企画もあった。なお、タイトル通り、プライムタイム枠や深夜枠での放送だった。
- ルーテルアワー・朝のハモンド（5分番組[9][注釈 10]、1970年-不明、朝日放送ほか）
- ルーテルアワー　イメージ・カプセル→カプセル・メイト（1970年-1988年12月、ラジオ福島、エフエム福岡、全5085回)

関屋五十二に見出された青木淳(本名は原田正治で日本ルーテル・アワー初代総支配人を務めていた)がパーソナリティーを担当。主に四谷のスタジオで収録され、放送回数は延べ5,000回を越えた。カプセルとは”スタジオ”と”リスナーの自室”を指し、番組名は「あなたは、独りではない」と言うメッセージが込められている。
- ルーテルアワー・心の窓（1971年4月-不明）

放送開始当初はペギー葉山がパーソナリティを務めていたが、それから間も無くして水城蘭子に交代した。
- ルーテルアワー・こころの歌→こころの詩（1974年5月-1989年）

放送開始当初は音楽番組であったが、1979年6月からは「この人を見よ」の終了から6年ぶりにラジオドラマ番組となり、タイトルが変更された。1979年6月から1981年5月までの全77話分は盛善吉が脚本、根田富美子が演出を担当したが、以降は不詳。声の出演に永井一郎や中西妙子、坪井章子ら声優陣を起用していた。
ネット局(1982年10月時点)：北海道放送、岩手放送、ラジオ関東（1981年10月以降はアール・エフ・ラジオ日本）、山梨放送、信越放送、静岡放送、CBCラジオ、四国放送、西日本放送、山口放送、大分放送、長崎放送、熊本放送、琉球放送。
- 淳一のあの道この道（1974年5月-不明、北海道放送）
- ルーテルアワー・名作文庫（1974年6月-不明、ラジオ関東）
- ルーテルアワー・フリッシュ歌謡曲→水色のポエム→昨日かな・今日かな（1978年に改題）→メールボックス05（1975年-1982年、山口放送）[3]。
- 夜の談話室→モンキー・トーク（1976年5月-不明、北海道放送）[3]。

当時、滝川教会の牧師であった 門木文雄牧師がパーソナリティを務めた。モンキーとは”門木”を音読みしたもの。(氏は実際におサル好きで、自宅には沢山のぬいぐるみや置物があった。)
1977年より「モンキー・トーク」と改題された。
- ラジオ福音手帖（1976年5月-1989年12月、朝日放送）[3]。

のちに『福音の光』を当該枠で開始。
- ルーテルアワー・心の広場（1979年4月-1984年3月、静岡放送）
- シャローム・ミュージック・イン（1980年10月-不明、朝日放送）

### テレビ番組（スポンサー提供番組も含む）
- クリスマスイブ礼拝中継（1957年12月放映）

ルーテルアワー、日本テレビとの共同制作によるクリスマスイブ礼拝の生中継番組で『ルーテルアワー』初のテレビ番組。『ルーテル・アワー』の脚本・構成担当である関屋五十二も出演していた。なお、日本電気・新日本電気による単独提供だった。
- クリスマスは生きている（1965年12月放映、30分番組、モノクロ作品）

東京ルーテルセンターでの礼拝や北海道・深川エマヌエルルーテル教会でのクリスタル・キャンドル・サービス、東京・本所ベタニヤホームや熊本・慈愛園でのクリスマス会、泉佐野漁港から和歌山の漁村の児童らに届けるクリスマスプレゼントを運搬する真光丸といったクリスマスの催事風景を収めたフィルム構成のドキュメント番組。1965年12月24日にNET（現：テレビ朝日）ほか13局ネットで放送された。
- テレビ・ルーテル・アワー『山の宿』（1966年12月放映、30分番組、モノクロ作品）

ラジオ番組、ルーテル・アワー『この人を見よ』にて放送された同名のラジオドラマをテレビ化。銀山温泉を舞台にある宿屋の番頭が放火犯の汚名を着せられた挙句に村八分となった宿屋の一家が苦悩の末にキリストの福音によって救われる姿を描く。NETほか11局ネットで放送された。当時、同局の人気番組であった『特別機動捜査隊』を手掛けていた東映テレビ・プロダクションとの共同制作で『白馬童子』などを手掛けた仲木繁夫が演出した。
- クリスマス特集（1966年12月放映、30分番組、モノクロ作品）

田村大三(指笛奏者)、救世軍タンバリン・バンド、高島巌（のこぎり音楽奏者）、倍賞千恵子、ボニージャックスなどをゲストに迎え、歌と踊りで楽しむ未信者向けの生放送番組で1966年12月24日23:15 - 23:45にNETテレビとの共同製作で放送。毎日放送やKBCテレビでも同時ネットされた。
- テレビ・ルーテル・アワー『愛と憎しみの間』（1967年12月放映、30分番組、カラー作品[注釈 13]）

前作「山の宿」のスタッフが制作したテレビドラマの第2作目。幼い時に父親を自殺で、高校卒業後に母を実家である花火工場の爆発事故で亡くしてからずっと、ただ一人の弟のためにがむしゃらに働き、人間不信により他人に対して冷たい態度をとるひねくれた性格が原因で同僚にも嫌われている薄幸の女性が正面衝突の交通事故を起こし、不自由な体となった末に回心し、クリスチャンである同僚の男性からのプロポーズを受け入れて結婚し「幸せ」を得るまでを描く。浜田ゆう子、松本朝夫らが出演。ルーテル・アワーのテレビ番組としては初めてのカラー番組でNETと東京12チャンネルほか8局ネットで放送された。なお、仮タイトルは『鬼婆』であった。
- ある異人の100年（1967年12月放映、30分番組、カラー作品）

ルーテルのデンマーク人伝道師であるJ・M・T・ウィンテル博士の70年に渡る日本伝道の軌跡を彼の半生を絡めながら収めたフィルム構成のドキュメンタリー番組。関西テレビと共同製作でフジテレビほか13局ネット。
- 世界の日本人（1968年12月-不明、全13回、30分番組、カラー作品）

世界各国に住む日本人と地元の住民との交流を描いた一話完結のフィルム構成のドキュメンタリー番組。
東京12チャンネル、札幌テレビ、福島テレビ、新潟放送、静岡放送、中部日本放送、毎日放送の全国7局ネットで放送。
- 一粒の麦（1969年-1970年、北海道放送）
- 新・われら一族（1969年11月-不明、カラー作品）

東京放送（現：TBSテレビ）を始めとするJNN系列局20局が持ち回りで製作し、日本各地の「伝統」がテーマのドキュメンタリー番組の第2作でルーテルアワー単独提供。
- 氷点（1966年版）（1970年10月-12月、モノクロ作品）

1970年10月3日から12月までの毎週土曜13:00-14:00にNETテレビ、北海道テレビ、福島中央テレビ、中京テレビ、瀬戸内海放送の5局同時ネットで放送。また、当時北海道のルーテル教会の牧師で北海道ローカルの『一粒の麦』、『心に光を』のパーソナリティであった門木文雄と原作者である三浦綾子の対談コーナーが毎回、番組の終盤で放送された。
- テレビ英語受験講座（1973年、北海道放送）
- 世界のおかあさん(1978年、30分番組、全26話、カラー作品)

世界の「お母さん」にスポットを当てたフィルム構成のドキュメント番組。テレビ朝日系列にて1978年4月2日から9月24日にかけて、毎週日曜7:30 - 8:00に放送された。千葉茂樹、新藤兼人、吉村公三郎、神山征二郎らが演出、乙羽信子がナレーションを務めた。近代映画協会との共同製作だった。

## 聖書通信講座
- ラジオ番組『ルーテル・アワー』の放送開始から間もない1951年11月、日本ルーテルアワーは『聖書通信講座』を開始。

当時、ルーテル神学大学教授であった岸千年がテキストの執筆および監修を担当。開講から一ヶ月で日本ルーテル・アワーの本部事務所に3555通の受講希望者からの葉書が届き、1963年には受講者が100万人を突破。ルーテル教会を始めとするキリスト教の諸教会の信徒増加に一役買ったと言う。
1956年7月から『ルーテルアワー』の脚本・構成を務めていた関屋五十二も同時期より、聖書通信講座のスタッフとして参加し、同時にテキストも変更された。
その結果、「『すぐに』と言う表現が何回出てくるか、答えよ」などと言った人間の本質を突く設問が多くなり、好評を得た。
『ルーテル・アワー』の番組を聞いたのがきっかけで『聖書通信講座』を受講し、その間に教会の門を叩き、毎週礼拝にも欠かさず出席、受講完了と同時に洗礼を受け、キリスト教信者となったと言うケースが多かった。
しかし、次第に受講希望者の数が下降の一途を辿り、年月不詳であるがルーテルアワーによる『聖書通信講座』は終了した。
また、昨今におけるキリスト教伝道番組でもお馴染みとなった聴収者プレゼントはこの「ルーテルアワー」が最初であり、プレゼント品である賛美歌のソノシートレコード(『夜の名曲』ではクラシック音楽のレコード)や聖句入りのレターセット、カレンダー、ポケットサイズの新約聖書を贈呈されたことで「キリスト教に興味を持ったきっかけともなった」と言う声も少なくなかった。